# Frouard

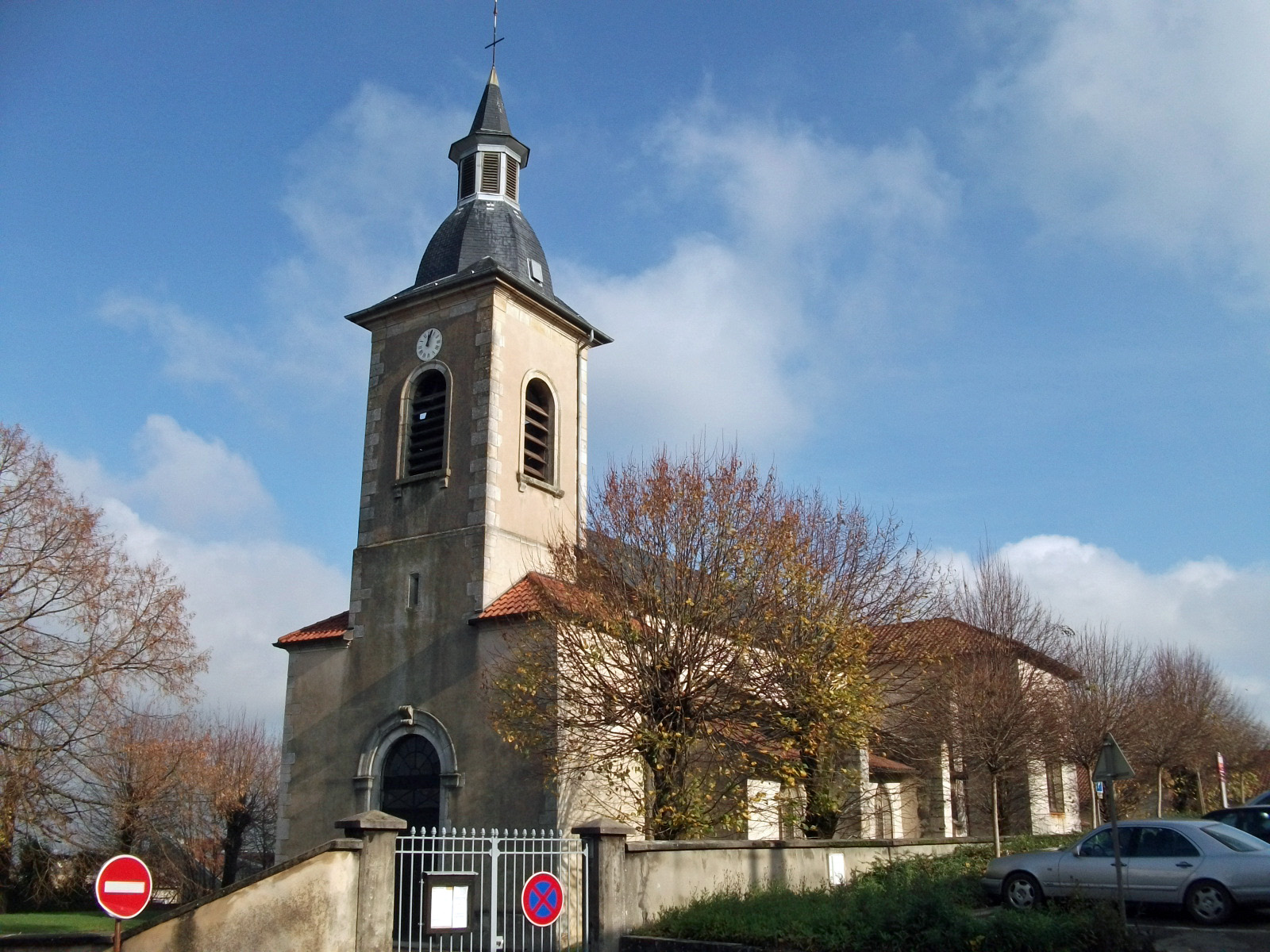
Zabytkowy Kościół św. Jana Chrzciciela (2012)

Frouard – miejscowość i gmina we Francji, w regionie Grand Est, w departamencie Meurthe i Mozela.
Według danych na rok 1990 gminę zamieszkiwały 7274 osoby, a gęstość zaludnienia wynosiła 561 osób/km² (wśród 2335 gmin Lotaryngii Frouard plasuje się na 56. miejscu pod względem liczby ludności, natomiast pod względem powierzchni na miejscu 423.).

## Populacja

Populacja Frouard w latach 1962–2008